# Llívia
Llívia (Llivia in spagnolo) è un comune spagnolo di 1.561 abitanti situato nella comunità autonoma della Catalogna, nell'antica comarca della Cerdagna. Forma un'exclave spagnola in territorio francese dal 1659: con il trattato dei Pirenei la Francia annetté 33 paesi della Cerdagna, ma lasciò Llívia alla Spagna, perché era dotata di una certa possibilità di autogovernarsi e aveva ottenuto da Carlo V lo statuto di "città".

## Geografia fisica
Llívia è un'exclave di 12,93 km² bagnata dal fiume Segre, tributario di sinistra dell'Ebro. Il suo territorio va dai 1.169 metri ai 1.572 metri d'altezza e il paese si trova a 1.224 m s.l.m..
Confina con i seguenti comuni francesi:
- Ur
- Bourg-Madame
- Sainte-Léocadie
- Saillagouse
- Estavar
- Targassonne
- Angoustrine-Villeneuve-des-Escaldes

L'abitato ha l'aspetto di un austero paese con case di sasso e tetti d'ardesia, ricco di alberghi, ristoranti e seconde case, in un territorio di pascoli e boschi sui Pirenei, in prossimità del principato di Andorra.

Inoltre, dal 1660 il comune di Llívia ha dei diritti su un bosco del comune francese di Bolquère, che pur appartendendo all'exclave spagnola è regolato dalle leggi francesi.

## Storia
Certamente nella Cerdagna della preistoria si ebbe la presenza dell'uomo nell'età del bronzo e i primi insediamenti stabili furono di tribù basco-liguri e degli Iberi che diedero il nome di Cerra Libikàn a un villaggio ubicato nel posto dell'attuale Llívia.
I Romani lo occuparono nel I secolo a.C., lo chiamarono Iulia Lybica e costruirono la Via Cerretana, che la attraversava. I Romani furono costretti a lasciare il villaggio ai Visigoti quando l'impero si sfasciò sotto l'urto delle invasioni barbariche, e il re visigoto Vamba, volendo attaccare il Duca Paolo a Narbona, inviò un esercito che per la Via cerretana giunse a Iulia Lybica dove non incontrò resistenza da parte del vescovo di Elne Giacinto che la governava e che aveva edificato un castello su una collina.
Per la cittadina dal VII secolo vi fu un nuovo nome: Castrum Libyae. Il dominio dei Visigoti non fu duro: essi provvidero a fortificare il castello, ma non poterono resistere all'assalto degli Arabi che s'impossessarono della cittadina nel 720 e vi rimasero chiamandola Medinet el Portal, "città della porta". La permanenza degli Arabi è legata a una leggenda che riguarda il vali (governatore) della città per conto dell'emirato di Cordova di nome Mususa il quale fortificò Medinet el Portal e dimorò nel castello, dimostrandosi molto duro nei confronti degli abitanti, fino a quando, secondo la leggenda, si innamorò di Lampegia, figlia del re di Aquitania, che lo convinse a convertirsi al Cristianesimo e a costruire una cappella. Quando il califfo di Cordova Abd el Rahman I lo venne a sapere, mandò un esercito contro la città. Mususa e Lampegia fuggirono, ma Masusa fu arrestato e decapitato, mentre Lampegia fu portata all'emiro, che se ne innamorò.
In realtà le cose non andarono in modo così romantico e romanzesco: Mususa si era accordato col duca di Aquitania ribellandosi all'emiro di Cordova e lottando sia contro gli arabi sia contro i cristiani, ma venne sconfitto dall'emiro di Cordova Abd el Rahman, che, dopo aver preso Medina el Portel, proseguì la sua strada fino a Poitiers, dove fu sconfitto nel 732 da Carlo Martello.
Nell'815 la città divenne residenza del conte di Cerdagna e fu il centro principale della comarca, col nome che è rimasto l'attuale di Llívia. Perse però questa supremazia, quando nel 1177 il re d'Aragona Alfonso II fondò la vicina Puigcerdà, che le subentrò in questo ruolo.
Nel XIII secolo resisté agli attacchi del conte di Foix nelle lotte fra centri vicini e nel XV secolo il re di Francia Luigi XI, intervenuto per sedare la guerra civile che imperversava in Cerdagna, fece saltare in aria il castello, cosicché sia dell'epoca romana sia di quella araba non vi è a Llívia alcun monumento o resto importante.
Dalla metà del XIV secolo Llívia ebbe un regime municipale: sotto protezione reale c'erano un sindaco e un consiglio comunale. L'imperatore Carlo V nel 1528 concesse lo statuto di "città" e questo titolo, che le garantiva la possibilità di autogovernarsi entro certi limiti: risultò estremamente importante più tardi quando si trattò di mettere in pratica il Trattato dei Pirenei, nel quale si era stabilito che dovessero passare alla Francia paesi e villaggi della comarca.
Gli spagnoli, di fronte, alle pretese francesi su Llívia, eccepirono che questa non era né un paese né un villaggio, ma una città con tanto di diploma imperiale e ai francesi non restò che prenderne atto, mentre gli spagnoli dovettero accettare le clausole del trattato che imponevano il divieto di fortificare Llívia, provvedendo nel frattempo a fortificare Puigcerdà. Il trattato fu definitivamente approvato nel 1660.
Non si hanno altri avvenimenti rilevanti di cui sia stata protagonista Llívia fino al 1812-1813, quando fu occupata dalle truppe napoleoniche e fu imposta come lingua ufficiale quella francese. Con la fine delle guerre napoleoniche e con la Restaurazione europea tutto tornò come prima della rivoluzione francese e del periodo napoleonico: Llívia fu di nuovo un'exclave spagnola in territorio francese, come è tuttora.
Nel XIX secolo si ebbe un certo risveglio economico e si tentò d'introdurre una certa industrializzazione, nacquero una fabbrica tessile e alcuni mulini, ma l'industria non decollò. A partire dai primi anni del XX secolo l'economia divenne quasi esclusivamente basata sulle attività di servizi, in particolare il commercio e il turismo. I trattati della Comunità europea che liberano da vincoli la circolazione dei cittadini hanno notevolmente migliorato le possibilità di accesso e di uscita dalla cittadina e il turista quasi non si accorge dell'anomalia di una cittadina chiaramente spagnola in Francia.

## Monumenti e luoghi d'interesse
Il turismo è basato essenzialmente sull'atmosfera di pace e tranquillità che regna incontrastata, sulle bellezze dell'ambiente forestale e pastorizio, sulla buona cucina e sul carattere accogliente della popolazione.
Alcuni monumenti però sono da vedere: la chiesa gotica del Seicento con una possente torre, l'Ayuntamiento ("municipio") con il Museu Municipal in cui si distingue una farmacia attiva dal 1415 al 1930, la più antica d'Europa. Di valore artistico si hanno inoltre: il mobile barocco policromo del XVIII secolo detto Cordialer, che contiene i famosi vasi di ceramica detti pots blaus di forma cilindrica e di colore blu cobalto, all'interno smaltati di bianco, di diverse altezze a seconda delle sostanze che contenevano; la preziosa collezione di vasi di vetro del XIX secolo, una biblioteca di testi di farmacia, antichi strumenti di laboratorio, antiche droghe, preparati e ricette.
Del castello restano soltanto dei cumuli di pietre e da come sono disposte si pensa che il castello debba essere datato al XIII secolo o in tale epoca ristrutturato.
Il Barri vell, cioè il quartiere vecchio, ha case tipiche in pietra con portali e balconi di granito, alcune con portici, in buona parte restaurate. In questo centro antico ci sono inoltre: la chiesa di Nostra Signora degli Angeli, parrocchiale del XVII secolo costruita su una precedente chiesa del 1277, dalla quale sono stati presi i materiali, la torre Bernat de So, di pianta circolare probabilmente del XV secolo, in parte restaurata, che si trova proprio al centro della città ed è stata utilizzata successivamente come prigione e farmacia ed oggi per esposizioni temporanee; la Creu de Toret, croce di ferro di piccole dimensioni posta sopra una colonna di granito che alla base ha la scritta TORE, corrispondente al cognome Toret di una famiglia di agiati agricoltori esistenti già nel XIV secolo; la colonna è del XVIII secolo e la croce è stata fusa nel XIV secolo.

## Società
Vi si parlano tre lingue: il catalano in prevalenza, il castigliano e il francese. La sua economia è quasi esclusivamente basata sul turismo, né potrebbe essere altrimenti vista l'esiguità del suo territorio e le sue caratteristiche; diversi suoi abitanti inoltre risiedono nella cittadina, ma lavorano in Francia come pendolari giornalieri.

### Tradizioni e folclore
Come ogni città della Spagna anche Llívia ha le sue feste, il carnevale, la settimana santa e la Festa major che si tiene nel giorno di san Valentino il 14 febbraio. Dal 1981 si svolge annualmente un Festival di musica classica con la partecipazione di orchestre e solisti di valore. La sede dei concerti è la chiesa parrocchiale.